# Nivellement général de la France
Pour les articles homonymes, voir NGF.

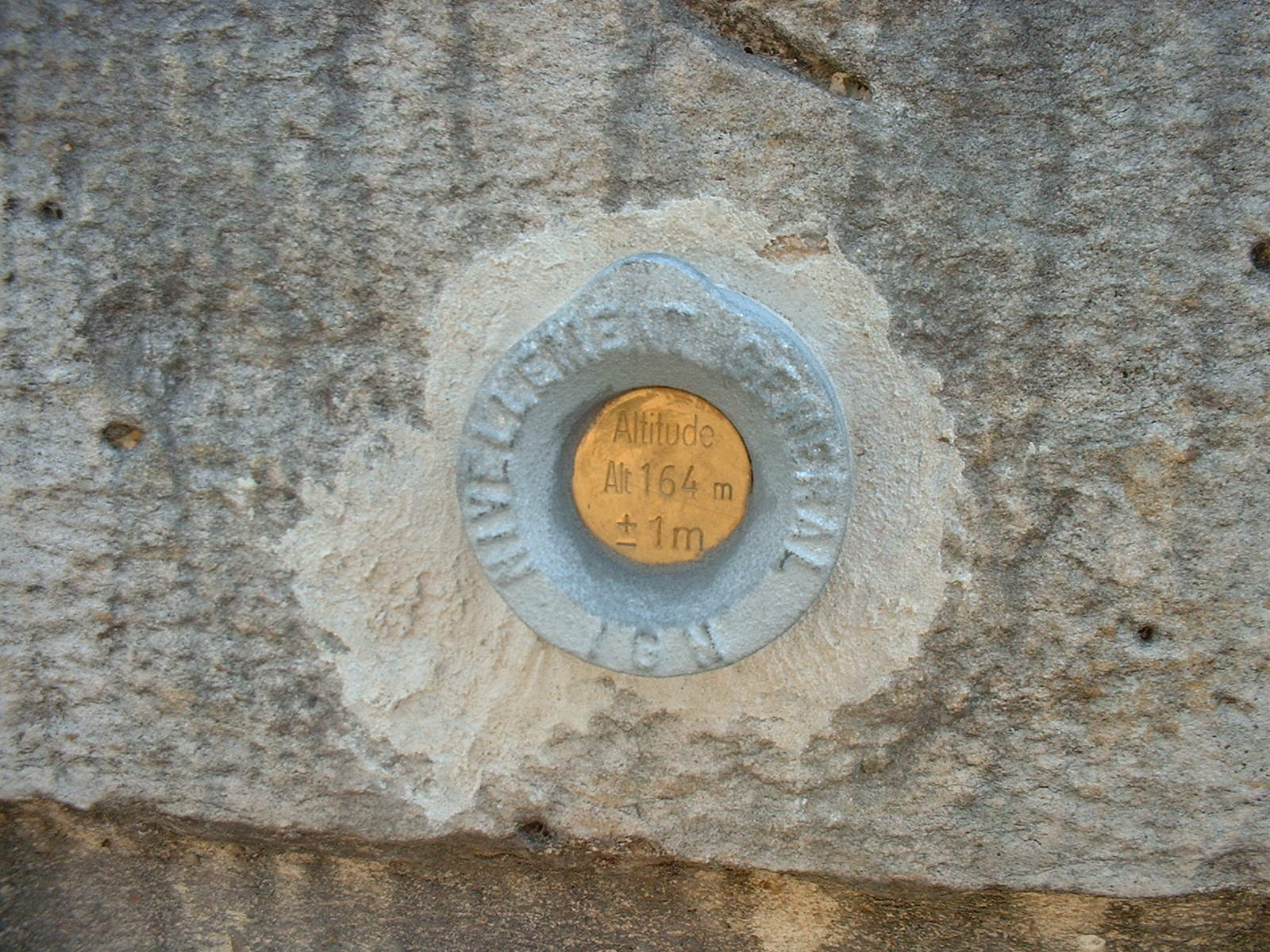
Un repère du réseau NGF. L'altitude indiquée sur la plaquette altitudinale au centre du médaillon est désormais arrondie au mètre.

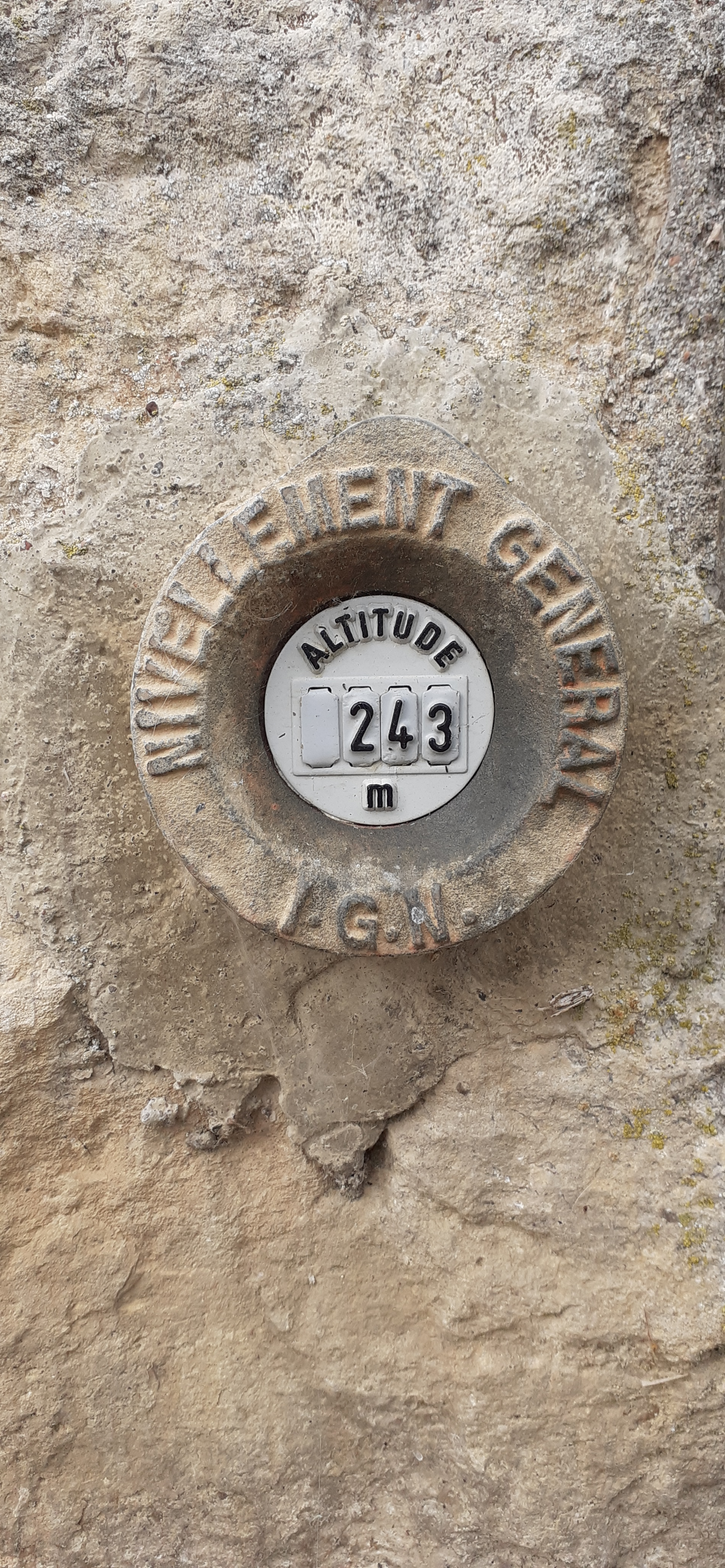
Un repère du réseau NGF-IGN69 à Haudonville (Meurthe-et-Moselle).

Le nivellement général de la France (NGF) constitue un réseau de repères altimétriques disséminés sur le territoire français métropolitain continental, ainsi qu'en Corse, dont l'IGN a aujourd'hui la charge. Ce réseau est actuellement le réseau de nivellement officiel en France métropolitaine.
On distingue cependant deux réseaux :
- NGF - IGN69 pour la France continentale, le « niveau zéro » étant déterminé par le marégraphe de Marseille ;
- NGF - IGN78 pour la Corse, le « niveau zéro » étant déterminé par le marégraphe d'Ajaccio.

L'accès aux fiches signalétiques de chaque point peut se faire depuis le début de 2007 sur le Géoportail (via les données thématiques « Territoires et transports », dans le thème « Géodésie » avec la surcouche « Réseau de nivellement »).

## Histoire du nivellement en France

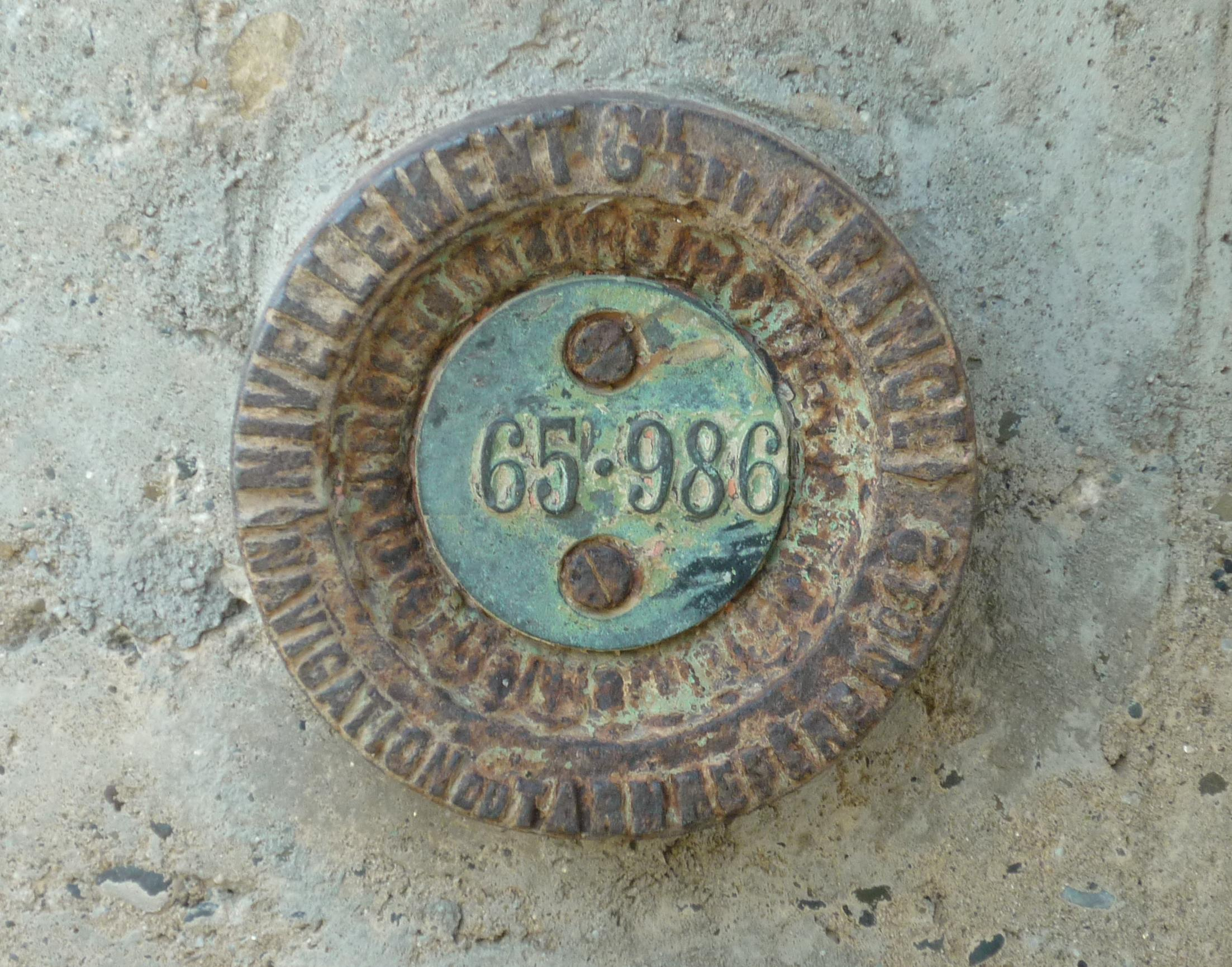
Repère du réseau Bourdalouë : il est désigné par un ensemble de lettres et chiffres appelés matricule.

Références de hauteur en Europe.

Depuis 1857, trois réseaux de nivellement général se sont succédé en France continentale.
- Le réseau Bourdalouë, établi de 1857 à 1864 par Paul-Adrien Bourdalouë. Le zéro de nivellement fut fixé par une décision ministérielle du 13 janvier 1860 donnant comme niveau moyen de la Méditerranée, le trait de 0,40 m de l'échelle de marée du fort Saint-Jean à Marseille. Ce zéro fut appelé « zéro Bourdalouë ».
- Le réseau Lallemand, établi de 1884 à 1922 par Charles Lallemand. Le zéro de nivellement Lallemand dit « zéro normal » a été fixé d'après l'observation marégraphique à Marseille du 1er février 1885 au 1er janvier 1897. Ces observations ont permis de déterminer un zéro correspondant à la cote 0,329 m de l'échelle de marée du fort Saint-Jean. Il se trouve donc 71 mm au-dessous du « zéro Bourdalouë ».

En complément du marégraphe, Charles Lallemand a imaginé le médimarémètre. Il s'agit d'un tube dont le fond poreux laisse filtrer lentement l'eau tantôt dans un sens, tantôt dans l'autre. Les oscillations extérieures dues à la marée sont ainsi considérablement réduites d'amplitude et présentent un retard de phase car le fond poreux laisse filtrer l'eau plus lentement que la variation de niveau de la marée. Le niveau est déterminé journellement par une tige graduée que l'on plonge dans le tube, ce qui nécessite la présence régulière d'un opérateur.
Le réseau de premier ordre du nivellement général de la France comprend 19 marégraphes et 11 médimarémètres.
La marée est très faible en Méditerranée (8 à 10 cm) et très forte au Mont-Saint-Michel (13,50 m en vives-eaux, 6 m en mortes-eaux). Le record du monde se situe dans la baie de Fundy au Canada (19,6 m).
En 1961, la Direction de la géodésie de l'Institut géographique national mit en évidence un taux de 10 à 30 % de repères disparus.
- Le réseau IGN 1969 : établi de 1962 à 1969 par l’Institut géographique national. On a conservé comme point de départ le « zéro normal » défini par Lallemand. Le zéro de nivellement est à 1,661 m sous le repère fondamental situé dans le local du marégraphe de Marseille. Ce réseau est régulièrement recalculé (calcul de compensation). Ainsi, les cotes des repères de l'IGN 69 par rapport au « zéro normal » peuvent avoir été modifiées depuis la première détermination de l'altitude des repères en 1969.

L'IGN a constaté des écarts croissant avec la latitude, atteignant 60 cm entre les cotes du réseau Lallemand et celles du réseau IGN69. Ces écarts ont été réduits par une campagne de mesures très précises effectuée en 1983, mais restaient présents, le nouveau zéro à Dunkerque se situant environ à mi-chemin entre les deux points de repère antérieurs.

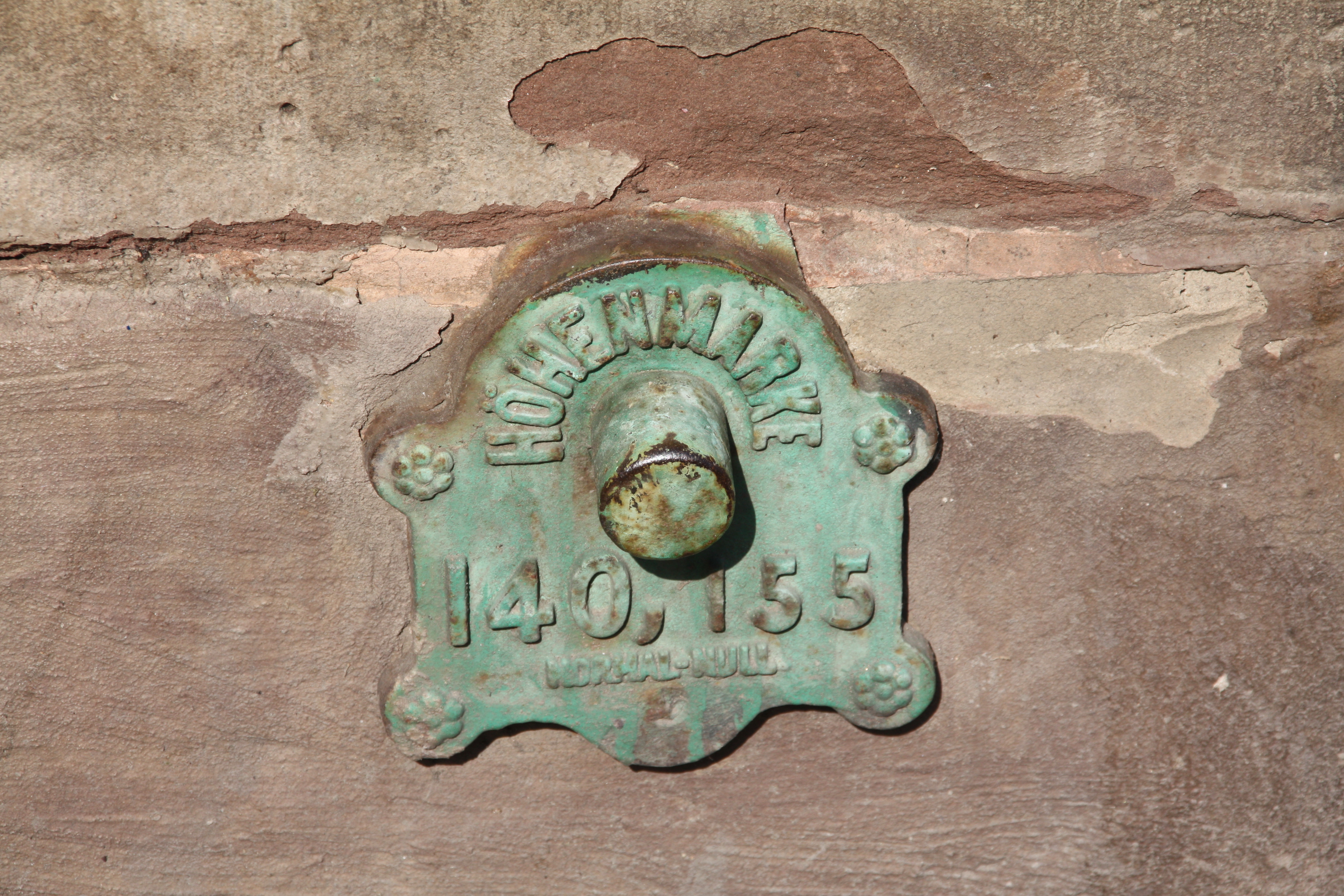
Repère de nivellement du réseau Normalnull à Strasbourg.

Pour des raisons historiques, le niveau normal d'Amsterdam, ou Normalnull, a pu servir de référent altimétrique en Alsace, ce que montrent de vieilles plaques encore visibles. Mais comme dans le reste de la France métropolitaine, le nivellement général de la France s'applique aussi en Alsace.

## Repères de nivellement

### Calcul et positionnement

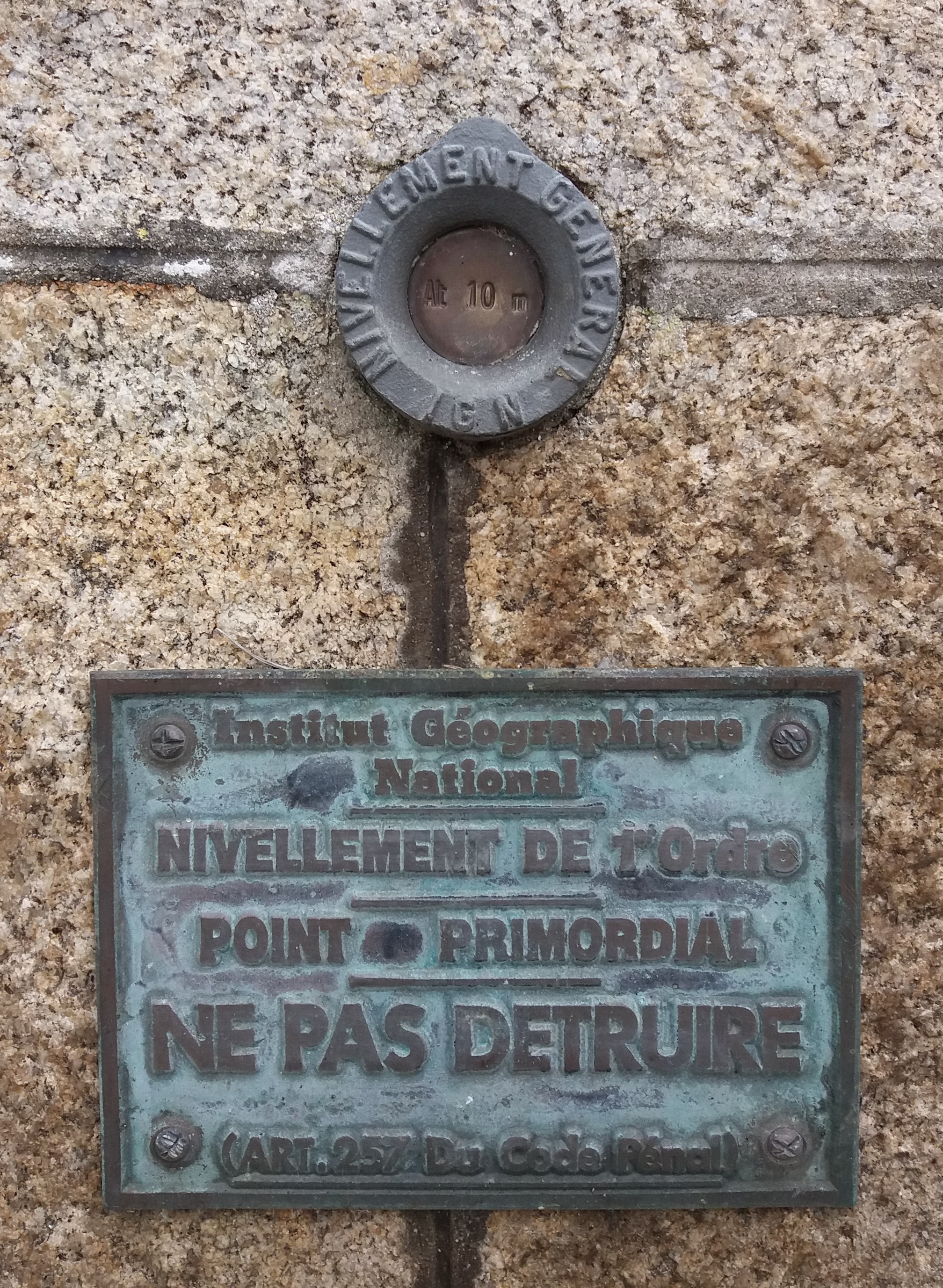
Repère avec plaque, sur le mur d'une église.

La réalisation du NGF a nécessité l'observation et le calcul de plus de 450 000 repères de nivellement en France métropolitaine continentale et en Corse.
Les repères sont placés généralement sur des « points durs » tels que des ponts, des soubassements de bâtiments à environ un mètre du sol, d'où la préférence des bâtiments publics (mairies, écoles, gares, ponts, écluses, églises, etc.) pour l'apposition des repères. Tous ont (ou ont eu) une plaque indiquant l'altitude du lieu. Leur forme permet de s'en servir comme appui pour y poser une mire devenant ainsi un « point connu » d'un cheminement.

### Repères insolites
Suit ci-dessous une liste de repères insolites du NGF :
- sur la tombe de Bourdalouë au cimetière des Capucins à Bourges[2] ;
- dans le hall de l'École nationale des sciences géographiques à Champs-sur-Marne[3] ;
- sur la façade de l'École supérieure des géomètres et topographes au Mans[4].
- sur la façade de l'église de Varennes-sur-Allier (Allier), deux repères voisins indiquent l'un 251,36 m et l'autre (plus récent) 248,46 m[réf. nécessaire].

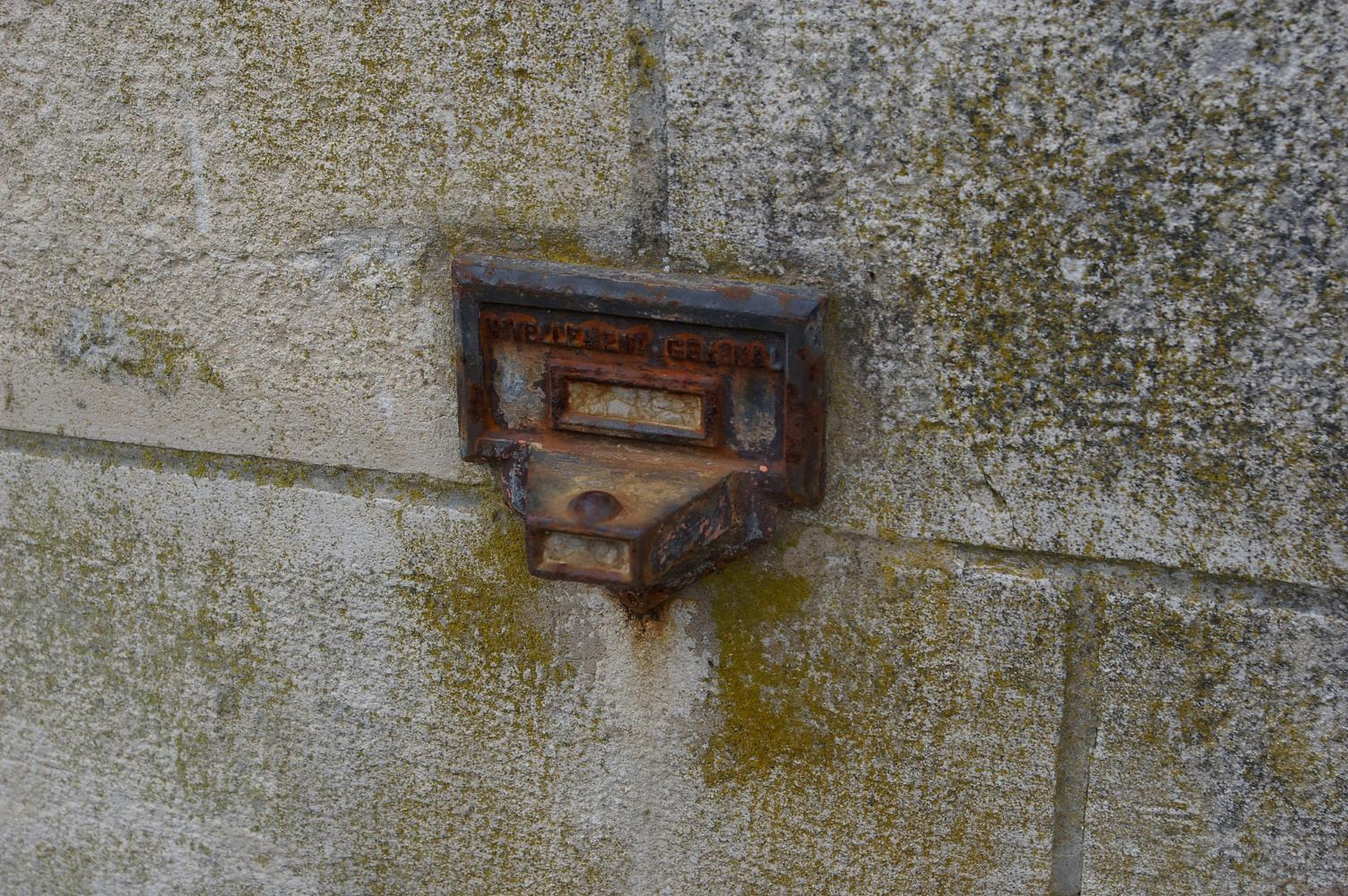
Un repère de type console.
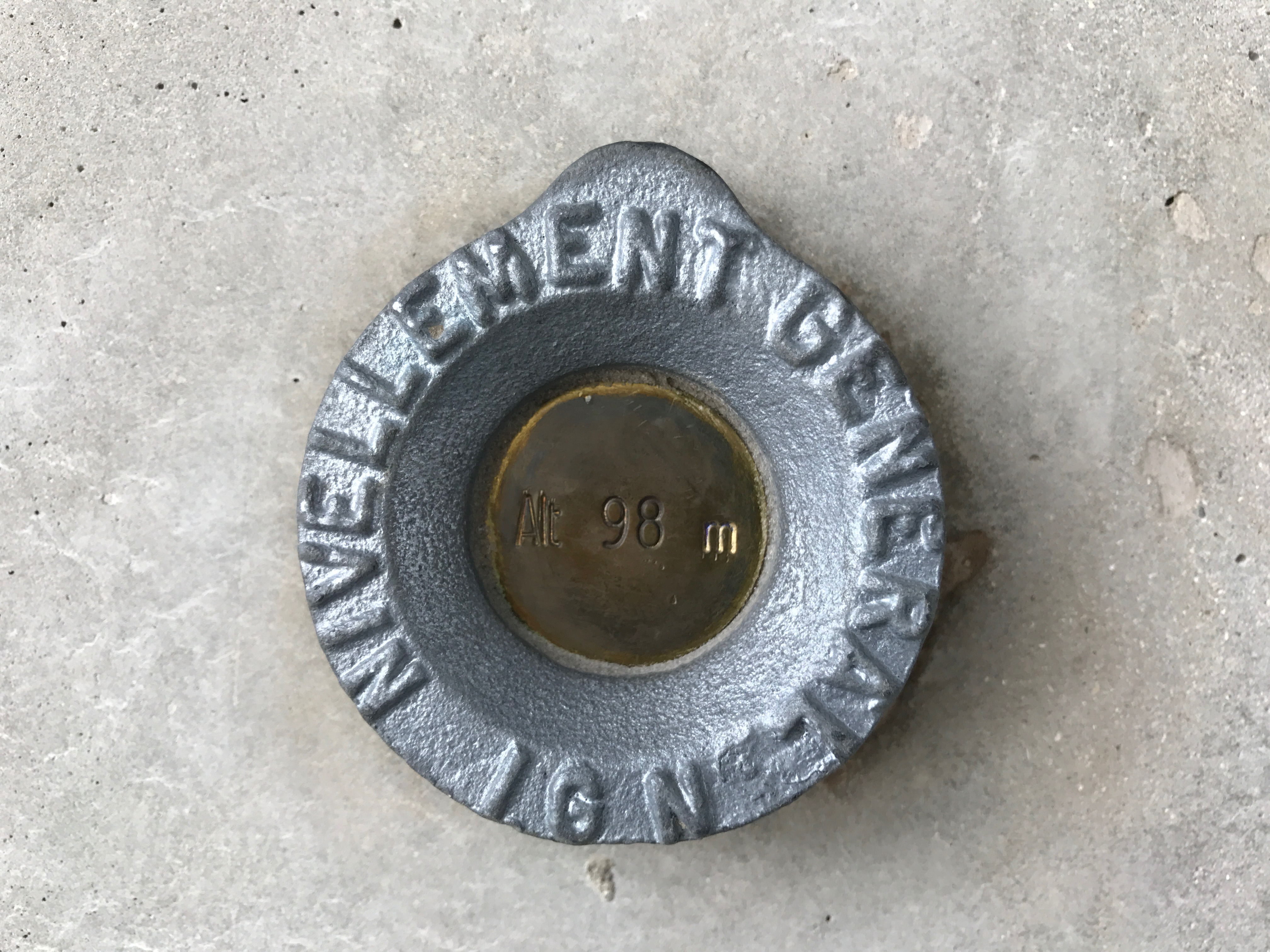
Repère dans le hall de l'ENSG.

### Suisse et Liechstenstein
Les mètres au-dessus de la mer sont définis par rapport aux pierres du Niton à Genève, dont l'altitude est elle-même donnée relativement au marégraphe de Marseille.

## Autres réseaux de nivellements français
| Réseaux de nivellement en France.                                                         | Réseaux de nivellement en France. | Réseaux de nivellement en France.                                                                              |
|                                                                                           | Système d’altitude                | Niveau de référence                                                                                            |
| ----------------------------------------------------------------------------------------- | --------------------------------- | --- |
| Guyane                                                                                    | NGG 1977                          | Niveau moyen de la mer à Cayenne                                                                               |
| Martinique                                                                                | IGN 1987                          | Niveau moyen de la mer à Fort-de-France                                                                        |
| Guadeloupe (Grande-Terre et Basse-Terre) Îles des Saintes (Terre de Haut et Terre de Bas) | IGN 1988                          | Niveau moyen de la mer à Pointe-Fouillole (rade de Pointe-à-Pitre) observé du 1er juillet 1947 au 30 juin 1948 |
| Guadeloupe (Marie-Galante)                                                                | IGN 1988 MG                       | Niveau moyen de la mer à Grand-Bourg (zéro SHOM-F 1987 + 46 cm)                                                |
| Guadeloupe (La Désirade)                                                                  | IGN 1992 LD                       | Niveau moyen de la mer à Pointe-à-Pitre                                                                        |
| Guadeloupe (Les Saintes)                                                                  | IGN 1988 LS                       | Niveau moyen de la mer à Terre-de-Haut - Maison bateau (zéro SHOM-F 1987 + 46 cm)                              |
| Guadeloupe (Saint-Martin)                                                                 | IGN 1988 SM                       | Niveau moyen de la mer à Fort-Marigot (limite supérieure des coquillages moins 0,201 m)                        |
| Réunion                                                                                   | IGN 1989                          | Niveau moyen de la mer au port de Saint-Pierre                                                                 |
| Mayotte                                                                                   | SHOM 1953                         | Niveau moyen de la mer à Dzaoudzi (Petite Terre)                                                               |
| Saint-Pierre-et-Miquelon                                                                  | Danger 1950                       | Niveau moyen de la mer au port de Saint-Pierre                                                                 |
| TAAF (Terres Australes et Antarctiques Françaises)                                        | EPF 1952 (Ile des Pétrels)        | Niveau moyen de la mer déterminé grâce à un marégraphe implanté sur l’îlot du Marégraphe                       |